# Општина Санмихају Алмашулуј (Салаж)
Санмихају Алмашулуј (рум. Sânmihaiu Almaşului) општина је у Румунији у округу Салаж.
Oпштина се налази на надморској висини од 314 m.